# Waldweiher bei Bad Soden-Salmünster

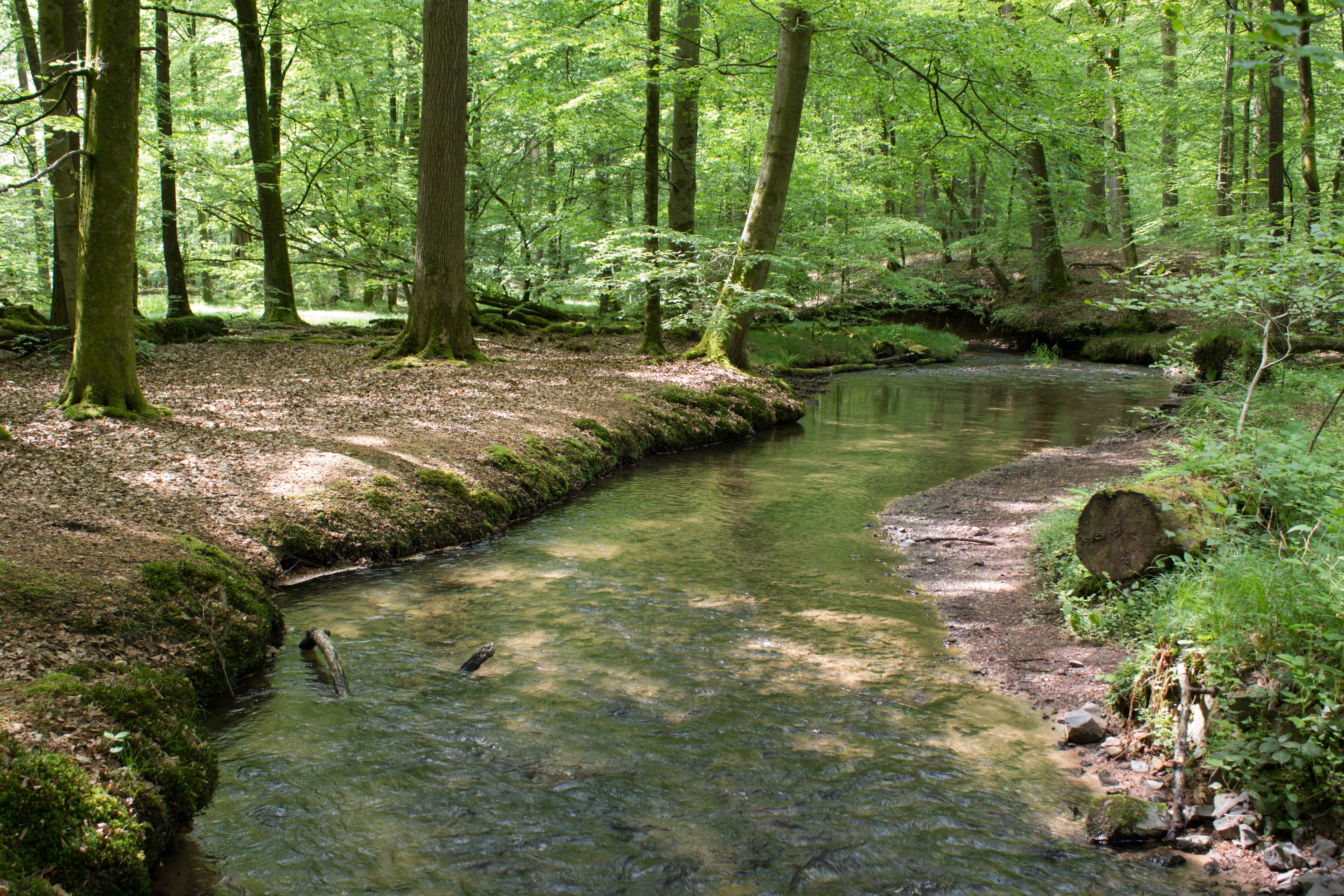
Naturschutzgebiet Waldweiher bei Bad Soden-Salmünster

Waldweiher bei Bad Soden-Salmünster ist ein Naturschutzgebiet auf dem Gebiet der Stadt Bad Soden-Salmünster im Main-Kinzig-Kreis in Hessen. Das Naturschutzgebiet liegt östlich des Ortes Hausen entlang des Klingbaches direkt an der nördlich verlaufenden Landesstraße L 3178. Das Naturschutzgebiet besteht aus der Talaue des Klingenbachs und einem Teich.

## Bedeutung
Das 31,67 ha große Gebiet mit der Kennung 1435013 ist seit dem Jahr 1979 als Naturschutzgebiet ausgewiesen. Zweck des Schutzgebietes ist, „den sauberen, mäandrierenden Mittelgebirgsbachlauf nebst dem umliegenden naturnahen Bachauenwald und dem Weiher als bedeutendes Brut- und Rastareal für zahlreiche bestandsgefährdete und seltene Vogelarten zu erhalten. Dieser Biotop hat eine besondere Funktion als Siedlungsplatz für eine artenreiche Lebensgemeinschaft von Tieren und Pflanzen in einem durch Intensivnutzung stark beanspruchten Gebiet.“